# Front de la jeunesse pour la démocratie et la justice
Le Front de la jeunesse pour la démocratie et la justice (tigrinya : ህዝባዊ ግንባር ንደሞክራስን ፍትሕን ን'ምንኦሰያት, arabe : الجبهة الشعبية للديمقراطية والعدالة; FJDJ, tigrinya : ህግደፍ) est une organisation nationaliste de jeunesse de la diaspora érythréenne et la branche jeunesse de son organisation mère, le Front populaire pour la démocratie et la justice (le seul parti politique légal d'Érythrée). Des conférences sont organisées partout dans le monde par des sections locales, notamment en Amérique du Nord et en Europe.

Drapeau du Front Populaire pour la démocratie et la justice